# Бойко Микола Іванович
Микола Іванович Бойко (нар. 24 червня 1931 — 11 квітня 1989) — буровий майстер, Герой Соціалістичної Праці.

## Біографія
Народився 24 червня 1931 року в с. Ведмежому Роменського району Сумської області.
- помічник бурильника, бурильник Полтавської роторної партії тресту «Укрсхіднафторозвідка» (1950—1954);
- бурильник Жирновської контори буріння тресту «Сталінграднафта» (1954—1957);
- буровий майстер, начальник бурової Коробковської контори буріння, Коробковського УБР об'єднання «Нижнєволжськнафта» (1957—1989).

Помер 11 квітня 1989 року.

## Нагороди
- За видатні заслуги у виконанні завдань семирічного плану по видобутку нафти і досягнення високих техніко-економічних показників у роботі в 1966 році удостоєний звання Герой Соціалістичної Праці.
- Ордена Леніна і Трудового Червоного Прапора, медаль «За доблесну працю (За військову доблесть). В ознаменування 100-річчя з дня народження Володимира Ілліча Леніна».